# サイード・ラシッド・アル・クバイシ
サイード・ラシッド・アル・クバイシ（Saeed Rashed Al Qubaisi 1989年12月2日 - ）はアラブ首長国連邦の男子柔道家。
2008年の北京オリンピックに出場し、アラブ首長国連邦から初めての柔道競技への参加となった。出場した73キロ級では1回戦で南アフリカのマーロン・オーガストに敗れている。